# IOSYS
IOSYS (イオシス, ioshisu) é um círculo dōjin de Sapporo, Japão. O grupo é primariamente conhecido por produzir músicas. Também publicam músicas e fazem transmissões por web rádio. O grupo preferiu distribuir suas músicas por canais dōjin tais como a convenção Comiket. As músicas geralmente fazem paródias de personagens e de temas da série de jogos Touhou Project ou Etrian Odyssey de Atlus. Vários dos membros atuais residem nas áreas Hokkaido ou Kanto.

## Visão geral
Foi fundado em 10 de outubro de 1998 por ex-membros de um clube de pesquisa de computadores de ensino médio. Na época de sua fundação era formado por estudantes da Universidade de Hokkaido mas gradualmente o número de membros aumentou e a partir de fevereiro de 2008 havia cerca de 20 membros  Em 2006 foi incorporada como Yūgen gaisha IOSYS, mas continuou operando como um círculo de dōjin e a relação entre suas atividades corporativas e o círculo de dōjin não foram esclarecidas.
Nos seus primeiros dias, fizeram CDs contendo músicas originais baseadas em assuntos atuais e gírias de internet, e desde 2006 vêm trabalhando em CDs de arranjo de "Touhou Project", uma web rádio independente, entre outros. Alguns de seus CDs de arranjo de Touhou foram lançados com  vídeos Flash aplicados às músicas gravadas.

## História
- 10 de outubro de 1998 - Criação do dōjin circle "IOSYS".
- 1999 - Os quatro primeiros CD da IOSYS  são apresentados e lançados simultaneamente.
- 2000 - Criação de nova página inicial "IOSYS OS"
- 2004 - Começo da transmissão de "Nullpo Hōsōkyoku".
- 2005 - Começo da transmissão de "RADIO ARIMAX".
- 16 de abril de 2006 - Publicada o vídeo de promoção da música original tratando do 2channel da época "Itteyoshi 2005".[8][9] É o primeiro vídeo de animação Flash e o responsável pela produção de vídeo é o criador dōjin externo chamado "Kagi".[3]
- 23 de maio de 2006 - O primeiro CD de arranjo de Touhou "東方風櫻宴 (Tōhō Kazakuraen)" foi lançado Até 2008 foram 9 produções (incluindo "- Tokanokaraoke").[10]
- 13 de agosto de 2006 - O segundo CD de arranjo de Touhou "東方乙女囃子 (Tōhō Otomebayashi)" foi lançado. No dia 1 de novembro, Gaki usou a segunda música do mesmo álbum "魔理沙は大変なものを盗んでいきました" , produziu um vídeo Flash, publicou [11][12] e então as vendas do CD aumentaram. Foi feito o upload do vídeo meses depois no YouTube e niconicodouga. Os MADs baseados nele também apareceram, atraindo a atenção através de um efeito sinérgico. Após disso, os vídeos de Flash alcançaram 100 milhões de visualizações.
- Dezembro de 2006 - Começo do "ALBATROSICKS" onde miko, que era responsável por um alto número de vocais nos CDs de arranjo de Touhou se tornou vocal principal. Em 2008, foram realizados shows solo em março e em outubro daquele ano.
- Fevereiro de 2008 - 10º aniversário. Um vídeo de 5 horas centrado no IOSYS "ICC Festival" foi transmitido ao vivo. Interagiam com pessoas de Sapporo afora. Também neste mesmo ano o Studio Dragonmail, que estava localizado no segundo andar do Sapporo Digital Sōzō Plaza (ICC), uniu-se à IOSYS. Shuuichi Tatsunami vira um membro oficial. Em maio, tornou-se um detentor oficial de conteúdo do Nico Nico Anime Channel, transmitindo 'miko radio in Nico Nico Anime Channel' e outros programas.
- Fevereiro de 2009 - Saíram da Sapporo Digital Sōzō Plaza, que havia sido a base de suas atividades, e mudaram seu escritório para o Edifício Kamei Sapporo Ekimae. Enquanto exibiam perfomances ao vivo focadas na capital todos os meses, também desenvolveram conteúdo original de "programYMG", "yuunoumi", álbuns solos de Shuuichi Tatsunami, entre outros, em uma gravadora indie. Formou a banda "Untanya" composta quase exclusivamente de homens nos seus 30 anos iniciantes em instrumentos e juntos participaram de shows ao vivo em Taiwan.
- 2010 - Takahashi Meijin foi apresentado como vocalista e foi responsável pelo arranjo de músicas de Hudson no álbum "高橋名人伝説 -魂の16連射-".
- 2013 - O jogo de cartas colecionáveis "SAPPORO CREATIVE COLLECTION", com o nome da cidade de Sapporo, ganhou o prêmio máximo na competição "sapporo ideas city creative business compe"[13][14]

## Vídeos Flash
O primeiro vídeo Flash foi um clipe para sua canção original "Adeus 2005 (逝ってよし2005, Itte Yoshi 2005)" que cantava sobre a cultura do 2channel publicado em abril de 2006. Foi criado por um produtor de animação dōjin chamado Kagi (カギ), também conhecido como locker room production. Dentre os vídeos mais populares estão "Stops at the diseased part and melts quickly ~ Lunatic Udongein (患部で止まってすぐ溶ける　～ 狂気の優曇華院 kanbu de tomatte sugu tokeru ~ kyōki no udongein)" (conhecido em países anglófonos como "OVERDRIVE") e "魔理沙は大変なものを盗んでいきました", ambos populares no fórum 2channel, Niconico e em outros círculos de otakus na internet.

## Membros

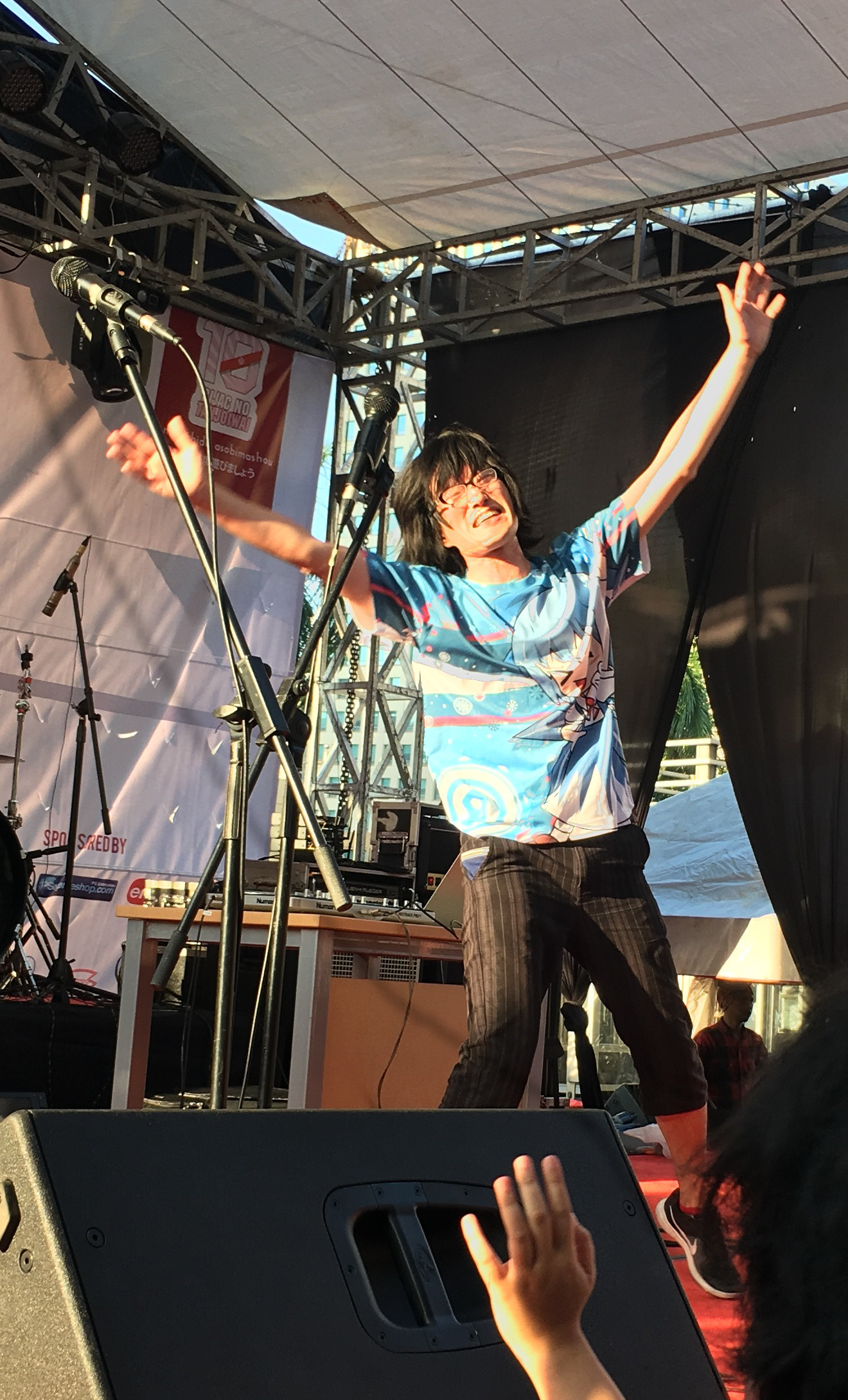
ARM de IOSYS

Para um perfil detalhado, consulte o IOSYS OS » Creator Profile no site oficial

### COMPOSER (compositores)
- ARM (responsável por composição e arranjo)
- D.watt (responsável por composição, arranjo e criação de letras)
- void (ぼいど) Koba Yashiuuya (responsável por composição, arranjo e criação de letras)
- RoughSketch/uno (responsável por composição, arranjo e criação de letras)

Participou como beatnation RHYZE sob o nome Roughsketch no jogos de música BEMANI da Konami.
- Maron (まろん) (responsável por composição, arranjo e criação de letras)

Entrou em 2016.

### Membros principais
- Takuya (responsável por planejamento, edição e MC)
- Hakase
- Shachou
- Yamamoto Momiji
- quim
- MOC
- GIGYO (responsável por criação de letras e MC)
- Jyāmane/Arima.Y (responsável por MC, composição e arranjo)

### Outros membros
- Aikorin
- Ayu
- Chiyoko
- Takai-san (responsável por vocais)
- Tsukatsuka (responsável por edição, VJ)
- tsZ
- Kazutoku
- iTOK
- Ishiyamata Asami
- Hitsuji Haya
- Tsumapon

### Convidados
- miko/Alternative Ending (responsável por vocais)
- Fujiwara Marina (responsável por vocais)
- Ika (responsável por design, VJ, edição)
- Kagi (responsável por filme, ilustração e VJ)
- Tody
- Aikapin
- Dummy
- Usako

## Transmissão por internet

### Haitenai.com
Site portal para web rádio administrado por IOSYS onde web rádio, MP3 e podcasts são distribuídos de graça. Em dezembro de 2018 atingiu a marca de 3000 transmissões.

### HiBiKi Radio Station
Programa de colaboração com IOSYS e HiBiKi Radio Station transmitido de agosto de 2010 a março de 2012.

### Iobara
Nome das transmissões de vídeo ao vivo, transmitidas pelo YouTube Live e outros.

#### Programas principais
- NLP Nullpo Hōsōkyoku Koukai Shuroku
- IOSYS Kuma Bokujyou (programa do mascote Koakkuma e Akkuma)

## Principais obras dōjin
Além de lançar várias adaptações da obra dōjin Touhou Project, o grupo também está envolvido na criação de músicas centradas em moe e colaboração com outros criadores de dōjin.
Referência da discografia via fonte.

### CDs de arranjo de Touhou
- 東方風櫻宴 (Tōhō Kazakuraen)
- 東方乙女囃子 (Tōhō Otomebayashi)
- 東方月燈籠 (Tōhō Tsukitōrō)
- 東方永雀峰 (Tōhō Eijanho)
- 東方萃翠酒酔 (Tōhō Suisuisūsū)
- 東方河想狗蒼池 (Tōhō Kasokusōchi)
- 東方真華神祭 (Tōhō Makashinsai)
- 東方想幽森雛 (Tōhō Sōyūshinpi)
- 東方氷雪歌集 (Tōhō Hyosetsu Kashu)
- 東方泡沫天獄 (Tōhō Hōmatsu Tengoku)
- 東方超都魔転 (Tōhō Chotto Matten)
- 東方年柄年中 (Tōhō Nengaranenju)
- 東方月燈籠セーフ！
- 東方アゲハ (Tōhō Ageha)
- 東方銀晶天獄
- 東方恋苺娘＋
- 東方浮思戯革命
- 東方云符不普
- 東方メレンゲ少女夜行
- 東方プレシャス流星少女
- 東方テレパス少女歌集
- 東方エレクトリック電波少女
- 風櫻 SECOND PHANTASMA -IOSYS TOHO COMPILATION vol.21-
- 乙女囃子 COLORFUL GIRLS -IOSYS TOHO COMPILATION vol.22-
- Grimoire of IOSYS – 東方BEST ALBUM vol.1 -
- Grimoire of IOSYS – 東方BEST ALBUM vol.2 -
- Grimoire of IOSYS – 東方BEST ALBUM vol.3 -
- 東方アゲハ DESTINY (Tōhō Ageha DESTINY)
- 東方アゲハ NIGHTMARE (Tōhō Ageha NIGHTMARE)

### CDs originais

#### CDs de música
- ワァオ！ハイパー電波チャン（ARM商業作品集）
- 高橋名人伝説 -魂の16連射-
- ア・ラ・メイド ようこそミルクホールへ！

## Principais obras comerciais

### Relacionado à animes
- YuruYuri
  - YuruYuri no Uta Series ♪ 01 "Watashi, shuyaku Akaza Akari desu"
"Watashi, shuyaku Akaza Akari desu" Produção, arranjo e letra
"Haikei" Produção, arranjo e letra
  - YuruYuri no Uta Series ♪ 07 "Koi no Bakkin Buckingham"
"Koi no Bakkin Buckingham" Produção, arranjo e letra
"Kataomoi Jyugyouchū" Produção, arranjo e letra
  - Yuru Yuri no Uta♪Album "Ai♥Kawarazu...."
"Onna to Onna no Yuri Game" Produção, arranjo e letra
  - Yuru Yuri♪♪Music 07　"Kira Ippai×Suki Ippai"
"Kira Ippai×Suki Ippai" Arranjo
"Demodemo Barebare Da!?" Produção arranjo e letra
  - Yuru Yuri♪♪Music08　"Sore wa Koi Dewa Naidesuno?"
"Sore wa Koi Dewa Naidesuno?" Produção, arranjo e letra
- Acchi Kocchi
  - Acchi de Kocchi de 
Tema de abertura "Acchi de Kocchi de"
  - Te wo gyushitene
Tema de encerramento "Te wo Gyushitene" Produção, arranjo e letra
"Tsunneko no Waltz" Produção, arranjo e letra
  - Character Song Mini Album  〜Onayamyūjikku・Tāminaru〜
"Sweet Happy" Produção, arranjo e letra
"Katasetereriko Kenkyuujo no Tema" Produção, arranjo e letra
"Koi no Hanapira wo ne" Produção, arranjo e letra
- Yumekui Merry
  - Daydream Syndrome
Tema de abertura "Daydream Syndrome" Composição e arranjo/letra
"Tsuki no mienai yoru ni" Produção, arranjo e letra
  - Yume to Kibō to Ashita no Atashi
Tema de encerramento "Yume to Kibō to Ashita no Atashi" Composição, arranjo e letra
"Yume no Kaerimichi" Composição, arranjo e letra
  - Character Song　Isana Tachibana
"Tooku ni itemo" Produção, arranjo e letra
  - Yume to Utsutsu to Hatsuyume to　〜Character Songs & Remixes〜
"Hatsuyume Choco Donuts" Produção, arranjo e letra
"Asahi no Tobira" Produção, arranjo e letra
"Hatsuyume Choco Donuts(OTAKU-ELITE Hatsuyume Breaks)" Remix
"Ashita no Tobira(Electro House Mix)" Remix
"FB Guritcho Sanka(Ameko Mix)" Remix
"Pastel Maki Art" Produção, arranjo e letra
  - Character Song　Yumeji Fujiwara
"Owaranai yoru wo" Produção, arranjo e letra
"Naniiro In Your Dream" Produção, arranjo e letra
  - Character Song　Yui Kounagi
"Tsunagaru Wa"Produção, arranjo e letra
"Chemical Magical Cooking" Produção, arranjo e letra
- Kill Me Baby
  - Character Song CD Yasuna 
"HOW TO ENJOY" Letra
"Kyou mo futari de" Letra
  - Character Song CD Sonya 
"Wanted! OBAKA dead or alive"
"Yakisoba Pan" Letra
  - Character Song CD Agiri 
"Akichi to Noraneko" Letra
- Ben-To
  - Image album "Character Song & Etc. "Treasure!" e outras músicas de "Ben-To"".
"Genghis Khan or Die" Composição, arranjo e letra
"Kinniku Keiji(Muscle Deka) wa Nandodemo Iku" Produção, arranjo e letra
- The Idolmaster Cinderella Girls
  - THE IDOLM@STER CINDERELLA GIRLS ANIMATION PROJECT 05 LET'S GO HAPPY!!
"LET'S GO HAPPY!!" Composição e arranjo/letra

### Relacionado à jogos
- Jogo de PC "Pai Touch!"

Tema de abertura "Yukkuri Mondene☆Pai Touch!" Produção, arranjo e letra
- Jogo de PC "Maji Suki: Marginal Skip"

Tema de abertura "Promise 〜Tsukiyo no Kioku〜" Letra
Tema de encerramento "Kiss Me Tonight" Letra
Tema "Dakishimete Hoshii Yo" Letra
- Jogo de PC "Princess Party"

Tema de abertura "Princess Party〜Seishun Kinshi Rei〜" Produção, arranjo e letra
- Jogo de celular "Melody of Emotion"

- Jogo de PC "Prism Generations"

Segunda música de abertura "Majokko Tsurupeta ☆ Magical!" Produção, arranjo e letra
Música de personagem "Himitsu, Koigokoro, Shinobasete" Produção, arranjo e letra
- Jogo para Xbox 360 "THE IDOLM@STER 2"

THE IDOLM@STER MASTER ARTIST 2 -FIRST SEASON- 03 Miki Hoshii "Day of the future" Letra
THE IDOLM@STER MASTER ARTIST 2 -FIRST SEASON- 08 Mami Futami "Sweet Donuts (Version Mami)" Arranjo
- Jogo de PC "Namima no Kuni no Faust"

Música-tema "Shoujo no Kuuhaku Prison" Composição e arranjo/letra
- Jogo de PC "Astraythem"

Música-tema "Douka, mou sukoshi dake" Composição e arranjo/letra
- Jogo social "Idolmaster Cinderella Girls"

THE IDOLM@STER CINDERELLA MASTER 018 Nana Abe "Märchen Debut" Produção e arranjo: ARM/Letra: Yoshimi Yuuno
THE IDOLM@STER CINDERELLA MASTER 029 Sae Kobayakawa "HANAKANZASHI" Produção e arranjo: ARM/Letra: Yoshimi Yuuno
- Jogo de iOS e arcade "Groove Coaster" Trilha sonora

"Lost Colors" Kazuya Kobayashi feat. Ryoko Kuroda
"No Way Out" ARM
"Stardust Vox" DJ Laugh a.k.a uno
"DX Chou Seinou Full Metal Shoujo" IOSYS TRAX(uno with. Chiyoko)"
"STAR COASTER" D.watt
"SKYSCRAPER" Dr. ARM
- Jogo de arcade e console Taiko no Tatsujin

"Yamatai★Night Party" Produção, arranjo, letra e canto
"IOSYS Aki no Nikushoku Matsuri 2014" Produção, arranjo, letra e canto
"Shotoku Taiko no "Hi Izuru Made Asuka"" Produção, arranjo, letra e canto
"My Muscle Heart" Produção, arranjo, letra e canto
"Shiritsu Takama-ga-hara Gakuen Koukou Kouka" Produção, arranjo, letra e canto
"Geki-un! Shichifuku Happy Crew" Produção, arranjo, letra e canto

### Séries BEMANI
- Jogos de simulação de DJ "beatmania IIDX"

"Totsugeki! Glass no Nīso Hime!" Composição e arranjo: ARM/Letra: Yoshimi Yuuno
"Casino Fire Kotomi-chan" Composição e arranjo/Letra
- Jogos de simulação de música "SOUND VOLTEX"

"LOVE・SHINE wonderful mix" Remix
"Totsugeki! Glass no Nīso Hime! D.watt nu-denpa RMX" Remix
"Koi Suru☆Uchuu Sensou!! Abababa Mix" Remix
"She is my wife Super Idol☆Mitsuruko Remix-chan" Remix
- Projeto Mediamix HinaBitter e BEMANI

Hinatabi Bitter Sweets♪ Meu Meu(Hiromi Igarashi)"Meumeu Pettantan!!" Composição, arranjo e letra
Hinatabi Bitter Sweets♪ Meu Meu(Hiroshi Igarashi), Marika Yamagata (Rina Hidaka) "Chikuwa Parfait Dayo☆CKP" Composição, arranjo e letra
Hinatabi Bitter Sweets♪ Sakiko Kasuga (Megumi Yamaguchi), Meu Meu(Hiroshi Igarashi) "Haunted★Maid Lunch"Composição, arranjo e letra

### Outros
- Máquina de pachinko "Kaitō Tenshi Twin Angel2" Trilha sonora original

"Bonus Track 3〜Endless Heaven" Composição, arranjo e letra
- Máquina de pachinko "Kaitō Tenshi Twin Angel 3" Sound Collection Kyunkyun☆Select

"Otona ni naru no desu!" Produção, arranjo e letra
- Série "ANIME HOUSE PROJECT" Produção e composição

"ANIME HOUSE PROJECT~ Kamikyoku selection~Vol.1"
"ANIME HOUSE PROJECT~ Kamikyoku selection~Vol.2"
"ANIME HOUSE PROJECT~ Kamikyoku selection~Vol.3"
"ANIME HOUSE PROJECT ~ Kamikyoku buchi age↑mix zero~"
- Álbum de compilação "Chou! Anime Beat"

"ETERNAL BLAZE" Remix
- Ryōhō-ji Música tema de comercial

"Tera Zukkyun! Ai no Ryōhō-ji!" Produção, arranjo e letra
"Namu×Kyun" Produção, arranjo e letra
- TAKAMICHI SUMMER WORKS "Natsu no Teikoku"

Música tema "Link" Produção, arranjo e letra
BGM　Produção e arranjo
- Joypolis de Tóquio Atração "Halfpipe Tokyo" Música-tema

"Spin me harder" Produção, arranjo e letra
"Streak" Produção e arranjo

- Música tema de Kumamoto Kenmin Televisions(KKT) "Kyou Atsuku Live" Arranjo instrumental
  - Arranjo feito por Void (Kobayashi Yuuya). Usado como tema de encerramento.
- Tsukino Mito

"Mitoraji Galactica" Produção, arranjo e letra